# Savoia-Marchetti S.66
Savoia-Marchetti S.66 byl italský dvoutrupý létající člun navržený a postavený firmou Savoia-Marchetti jako zvětšená varianta staršího typu S.55.

## Vývoj
Letoun byl vyvinut jako zvětšená verze S.55, jako náhrada za S.55P. Byl to dvoutrupý samonosný jednoplošný létající člun s kovovým trupem a křídlem, ocasní plochy a jejich nosníky byly ze dřeva. Dvoučlenná osádka byla umístěna v uzavřené kabině v centroplánu mezi dvěma trupy, z nichž v každém bylo sedm míst k sezení, dvě lůžka a toaleta. Prototyp (imatrikulace I-ABRA) poprvé vzlétl v roce 1931 poháněn třemi motory Fiat A.22R, umístěnými na vzpěrách nad křídlem. Bylo postaveno 23 sériových letounů se třemi motory Fiat A.24R o výkonu 559 kW (750 k). Lůžka v nich byla nahrazena dvěma až čtyřmi místy k sezení v každém trupu.

## Uživatelé

### Civilní
Itálie
- Ala Littoria
- Società Aerea Mediterranea

### Vojenští
Itálie
- Regia Aeronautica používala letouny v době druhé světové války jako pátrací a záchranné

## Specifikace

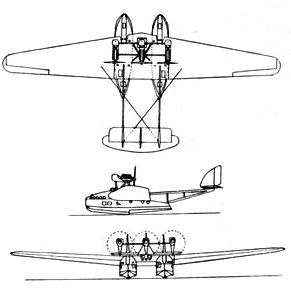

Zdroje:

### Technické údaje
- Osádka: 2
- Kapacita: 18 až 22 cestujících (9 až 11 v každém trupu)
- Délka: 16,63 m
- Rozpětí: 33 m
- Výška: 4,90 m
- Nosná plocha: 126,70 m²
- Prázdná hmotnost: 7 450 kg
- Vzletová hmotnost: 10 950 kg
- Pohonná jednotka: 3 × vidlicový dvanáctiválec Fiat A.24R o výkonu 559 kW (750 k)

### Výkony
- Maximální rychlost: 264 km/h
- Cestovní rychlost: 235 km/h
- Dolet: 1 200 km
- Dostup: 5 000 m